# Десмопрессин
Десмопрессин — препарат, применяемый для лечения несахарного диабета, энуреза, гемофилии A, болезни Виллебранда, полидипсии, после операций на гипофизе, никтурии у взрослых, а также уремии. При гемофилии A и болезни Виллебранда его следует использовать только для лечения легких и умеренных случаев этих заболеваний. Пути введения: интерназально, внутривенно, внутрь или сублингвально. Является синтетическим аналогом гормона вазопрессина.
Общие побочные эффекты включают головные боли, диарею, и низкий уровень натрия в крови, который может стать причиной судорог. Его не рекомендуется использовать людям с тяжёлой почечной недостаточностью или гипонатриемией. Лекарство может быть безопасным для использования во время беременности.
Десмопрессин был одобрен к медицинскому применению в США в 1978 году. Входит во Всемирный перечень основных лекарственных средств. Он доступен в качестве универсального лекарства. В Соединенных Штатах стоимость месячного запаса составляет от 100 до 200 долларов США.

## Медицинское использование

### Энурез
Десмопрессин применяют для лечения ночного энуреза. Его обычно назначают в виде десмопрессина ацетата внутрь. Дети имеют в 2,2 меньше случаев энуреза в неделю и в 4,5 раза чаще спят без перебоев по сравнению с плацебо.

### Никтурия
Десмопрессин применяется для лечения никтурии у взрослых.

### Нарушения гемостаза
Десмопрессин стимулирует высвобождение фактора фон Виллебранда (VWF) из телец Вайбеля — Паладе эндотелиальных клеток, тем самым увеличивая уровeнь этого фактора (а также фактора VIII) в 3—5 раз.
Десмопрессин может быть использован для усиления секреции фактора фон Виллебранда (с последующим увеличением образования комплекса с фактором VIII) у пациентов, имеющих нарушения коагуляции, например, болезнь Виллебранда, легкая степень гемофилии A (дефицит фактора VIII), и тромбоцитопении. Оно неэффективно для лечения гемофилии B (дефицит фактора IX), гемофилии C (дефицит фактора XI) или тяжелой формой гемофилии А.
Полезность препарата при гипокоагуляциях зависит преимущественно от её природы: качественных (то есть мутации самого белка) или количественных (то есть сократилось производство функционально нормальных белков) изменениях. Десмопрессин является наиболее эффективным у пациентов с количественными изменениями, так как увеличивает выброс фактора фон Виллебранда. У пациентов, которые имеют функциональные дефекты фактора VIII (в частности, при болезни Виллебранда типа 2B, когда нарушенная конфигурация фактора фон Виллебранда имеет повышенное сродство к рецептору GpIb, что при связывании обоих ведет к утилизации и фактора, и тромбоцита), использование десмопрессина является жизнеугрожающим.

### Несахарный диабет
Десмопрессин используется в лечении центрального (нейрогенного) несахарного диабета в качестве замены для эндогенного антидиуретического гормона (АДГ), который имеется в недостаточном количестве в связи со снижением или отсутствием секреции в гипоталамусе или его продукции нейрогипофизом. Он также используется в для диагностики данного заболевания, чтобы отличить его от других форм несахарного диабета. Десмопрессин эффективен только для лечения нейрогенной формы несахарного диабета.

## Побочные эффекты
- головные боли
- покраснение лица
- тошнота
- гипонатриемия
- судороги

Комиссия США по обороту лекарств выпустило предупреждение, что из-за использования назальных спреев два человека погибли, у пятидесяти девяти человек были судороги. Это произошло из-за гипонатриемии; назальный спрей не был одобрен для применения у детей в США. Тем не менее, регулирующие органы заявили, что таблетированные формы десмопрессина можно считать безопасными для лечения ночного энуреза у детей в течение длительного периода времени, если человек здоров.
Пациенты должны прекратить приём десмопрессина, если у них развиваются рвота, диарея, лихорадка, грипп или сильная простуда. Пациенты должны быть очень осторожны, принимая десмопрессин в жаркую погоду или после интенсивных физических нагрузок, так как эти условия могут создать нагрузку на организм и повлечь за собой изменения электролитного и водного баланса.
При гипонатриемии возможны судороги; в крайних случаях возможен летальный исход.

## Механизм действия
Десмопрессин взаимодействует с V2-рецепторами. V2-рецепторы с помощью Gs-белка активируют аденилатциклазу и увеличивают образование цАМФ. В свою очередь, цАМФ фосфорилирует протеинкиназу А и при ее участии — другие белки. Фосфорилированные белки повышают миграцию белков-аквапоринов-2 (каналы для воды) в апикальную мембрану собирательных трубочек и препятствуют их эндоцитозу в цитоплазму. Аквапорины-2 транспортируют воду в нефроциты. Затем аквапорины-3 и -4 базолатеральной мембраны переносят воду в кровь. Вода всасывается из гипоосмотической мочи собирательных трубочек в гиперосмотический мозговой слой почек. Десмопрессин стимулирует высвобождение фактора фон Виллебранда из эндотелиальных клеток, действуя на рецептор V1a.
Десмопрессин активирует V2-рецепторы в 1,6 раза сильнее, чем вазопрессин, оказывает выраженное антидиуретическое действие и в 2000—3000 раз слабее вазопрессина суживает сосуды. Повышает продукцию факторов свертывания крови VIII (антигемофильного глобулина), XI (плазменного предшественника тромбо-пластина), XII (фактора Хагемана).
Десмопрессин разрушается более медленно, чем рекомбинантный вазопрессин, и требует менее частого введения.
Несколько исследований показали, что десмопрессин не стимулирует высвобождение АКТГ (кроме болезни Кушинга), и, следовательно, непосредственно не повышает артериальное давление, однако исследование показало, что он стимулирует высвобождение АКТГ у более чем 50 % здоровых испытуемых. Кроме того, десмопрессин способен усиливать высвобождение АКТГ и кортизола у здоровых людей после введения овечьего кортиколиберина, но не у пациентов с нервной анорексией.

## Химия
По сравнению с АДГ, в молекуле десмопрессина в положении 1 проведено дезаминирование цистеина, в положении 8 L-аргинин заменен на D-аргинин, поэтому десмопрессин устойчив к ферментативной инактивации и действует длительнее вазопрессина.